# Plummer (Minnesota)
Plummer és una població dels Estats Units a l'estat de Minnesota. Segons el cens del 2000 tenia 270 habitants.

## Demografia
Segons el cens del 2000, Plummer tenia 270 habitants, 125 habitatges, i 71 famílies. La densitat de població era de 36,8 habitants per km².
Dels 125 habitatges en un 23,2% hi vivien nens de menys de 18 anys, en un 48% hi vivien parelles casades, en un 7,2% dones solteres, i en un 42,4% no eren unitats familiars. En el 37,6% dels habitatges hi vivien persones soles el 23,2% de les quals corresponia a persones de 65 anys o més que vivien soles. El nombre mitjà de persones vivint en cada habitatge era de 2,16 i el nombre mitjà de persones que vivien en cada família era de 2,89.
Per edats la població es repartia de la següent manera: un 22,6% tenia menys de 18 anys, un 8,1% entre 18 i 24, un 24,4% entre 25 i 44, un 21,9% de 45 a 60 i un 23% 65 anys o més.
L'edat mediana era de 42 anys. Per cada 100 dones de 18 o més anys hi havia 90 homes.
La renda mediana per habitatge era de 29.286 $ i la renda mediana per família de 43.438 $. Els homes tenien una renda mediana de 27.500 $ mentre que les dones 23.906 $. La renda per capita de la població era de 17.506 $. Entorn de l'1,6% de les famílies i el 8,5% de la població estaven per davall del llindar de pobresa.

## Poblacions més properes
El següent diagrama mostra les poblacions més properes.